# София Доротея Мария Пруска
София Доротея Мария Пруска (на немски: Sophie Dorothea Marie von Preußen; * 25 януари 1719 в Берлин; † 15 ноември 1765 в Шведт) от фамилията Хоенцолерн е принцеса от Кралство Прусия и чрез женитба маркграфиня на Бранденбург-Шведт (1734 – 1765). 
Тя е дъщеря, деветото дете, на пруския крал Фридрих Вилхелм I (1688 – 1740) и съпругата му София Доротея фон Брауншвайг-Люнебург (1687 – 1757), принцеса от Хановер, дъщеря на крал Джордж I от Великобритания. Тя е сестра на крал Фридрих II.
София Доротея се омъжва на 10 ноември 1734 г. в Потсдам за Фридрих Вилхелм (1700 – 1771), маркграф на Бранденбург-Швет от фамилията Хоенцолерн. Нейната зестра са 100 000 имперски талери. Той е с 19 години по-голям и няма добро име. Бракът не е щастлив. Те живеят на различни места: той резидира в двореца на Швет, София живее в близкия малък дворец Монплезир. Те имат пет деца, двамата им синове умират като деца.

## Деца
София Доротея Мария има с Фридрих Вилхелм фон Бранденбург-Швет децата:
- Фридерика Доротея фон Бранденбург-Швет (1736 – 1798)

∞ 1753 херцог Фридрих Евгений фон Вюртемберг (1732 – 1797)
- Анна Елизабет Луиза (1738 – 1820)

∞ 1755 принц Август Фердинанд Пруски (1730 – 1813)
- Георг Филип (1741 – 1742), наследствен принц на Бранденбург-Шведт
- Филипина Августа Амалия (1745 – 1800)

∞ 1. 1773 ландграф Фридрих II фон Хесен-Касел (1720 – 1785)
∞ 2. 1794 граф Георг Ернст Левин фон Винтцингероде (1752 – 1834)
- Георг Фридрих Вилхелм (1749 – 1751), наследствен принц на Бранденбург-Швет